# Période Hakuhō

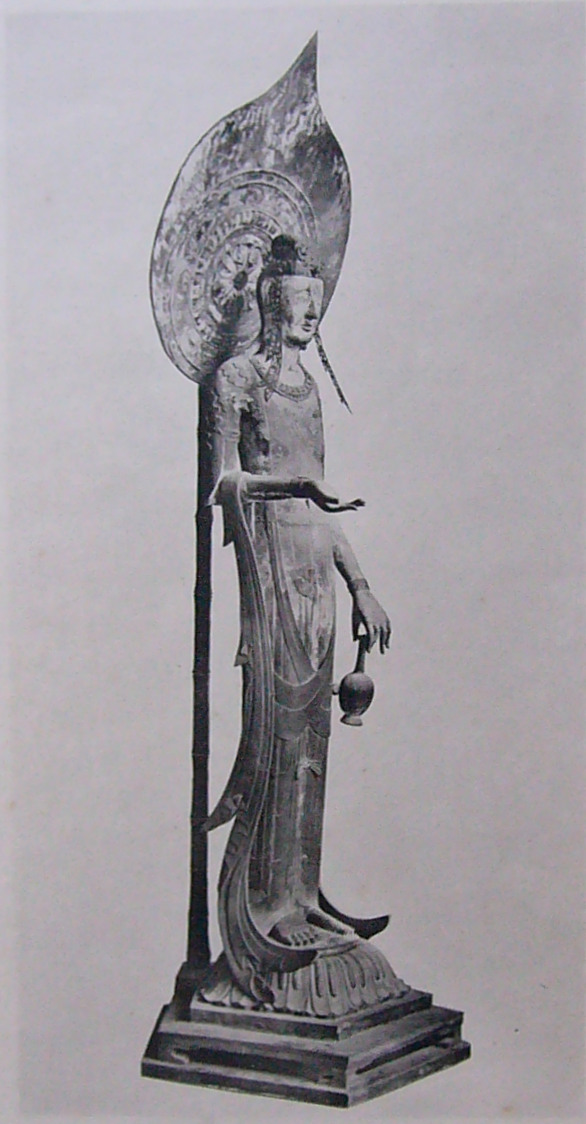
Sculpture du bodhisattva debout, dit Kudara Kannon, œuvre majeure de l'époque Hakuhô. Bois avec traces de polychromie. H. 208 cm. Hōryū-ji

La période Hakuhō (白鳳時代, Hakuhō jidai), "période du phénix blanc", était un nom japonais non officiel de l'ère japonaise (年号 nengō, "nom de l'année") de l'empereur Tenmu après l'ère Hakuchi et avant l'ère Shuchō. Cette courte période non-nengō a duré de 673 à 686.

## Période de l'histoire de l'art
La période Hakuhō est plus souvent utilisée comme un terme général qui décrit un plus grand nombre d'années, une période de l'histoire de l'art du Japon qui s'étend alors de 645 à 710. Elle est, dans ce cas, suivie de la période Tenpyō (天平時代, Tenpyō jidai, 710-784). Durant la période Hakuhō la culture Tang a donné lieu, au Japon, à une floraison de chefs-d'oeuvre.
Pour Christine Shimizu, l'époque Hakuhō constitue la première période de Nara. La Salle d'or du Horyu-ji à Nara étant achevée en 679 et les principaux édifices seront réalisés à la période suivante, en 693, mais dans le style de la période Hakuhō. Pour les autres auteurs la période de Nara débutant avec l'installation de la capitale à Nara en 710, la période précédente semble, logiquement relever de la période d'Asuka (du milieu du VIe siècle jusqu'à 710). Selon Louis Frederic, cette période historique et de l'histoire de l'art recouvre la fin du VIIe siècle et le début du VIIIe siècle. 
Cette période a vu la poursuite de la culture propre à la période d'Asuka et la pénétration de la première culture Tang ainsi que la culture Gupta, venue d'Inde avec l'art gréco-bouddhique, et plus ou moins transformée en étant passée par l'Asie centrale et ses oasis (au cours de cette période de l'Histoire du Xinjiang avec : Kucha, Khotan, Tumshuq, les grottes de Kizil et les grottes de Kumtura). L'art bouddhique en Chine et en Corée a transmis ces modèles lointains par des variantes locales, jusqu'aux grands centres bouddhiques de l'archipel. Les sculptures ont alors un air de jeunesse, certains semblent évoquer des corps d'adolescents. C'est aussi le moment de l'introduction de deux nouvelles techniques et matériaux en sculpture : le modelage de l'argile et la laque sèche. Ces techniques se rencontrent plus encore ensuite, à l'époque de Nara (710-794).

## Période historique
À partir de la réforme de Taika, la période a été marquée par le passage à des formes de gouvernement plus structurées et plus bureaucratiques, largement inspirées de modèles chinois. La première capitale impériale "permanente" a été établie à Fujiwara-kyō en 694. Bien que la capitale n'ait été déplacée de nouveau que seize ans plus tard, cela représentait une étape importante dans le développement de l'État de Yamato, dont le siège du pouvoir avait été assez transitoire et nomade jusque là. Les décennies de la période Hakuhō ont également été marquées par de nombreux autres développements majeurs dans la structure politique et la culture, notamment l'introduction de l'écriture et le développement de la calligraphie au Japon. Les caractères chinois avaient été vus et utilisés au Japon pendant des siècles auparavant, mais c'est au VIIe siècle que l'écriture et son art - la calligraphie - connaissent une floraison soudaine et spectaculaire.

## Art et architecture
Le terme "période Hakuhō" est principalement utilisé dans les discussions sur l'architecture, la sculpture et la peinture.
Des centaines de temples bouddhistes ont été construits pendant la période Hakuhō, notamment le Kawara-dera, le Daikandai-ji et le Yakushi-ji à Fujiwara-kyō, dans des styles montrant une influence considérable de la Chine sous la dynastie Tang. Le Wakakusa-dera, qui avait brûlé en 670, a également été reconstruit à cette époque sous le nom de Hōryū-ji, montrant les mêmes influences stylistiques. Lorsque Baekje fut détruit en 660, des réfugiés furent naturalisés au Japon. Ils ont joué un rôle majeur dans la conception et la construction de ces temples, et ont enseigné et formé leurs homologues japonais.
À l’époque, la pierre et le bronze étaient les principaux supports utilisés pour les statues bouddhistes au Japon et le sont restés encore sur le continent pendant un certain temps. Cependant, au Japon, les statues sculptées sur bois qui devaient finir par dominer au cours des siècles suivants sont apparues dès la période Hakuhō.

## Hōryū-ji
Les statues de Hōryū-ji sont de bons exemples de sculptures de la période Hakuhō ; presque toutes datent de cette période. La plupart sont en bois, tirées d'un seul bloc pour les corps et de blocs séparés pour les éléments secondaires, tels que les démons sur lesquels la divinité marche, le halo et des parties de ses vêtements. Toutes étaient à l'origine peintes et dorées, et avaient des formes plus rondes avec un impact tridimensionnel plus fort que les statues de la période Asuka, des décennies précédentes. Ainsi, ils reflètent de fortes influences stylistiques des Trois Royaumes de Corée (57 AEC - 668 EC), et de l’héritage stylistique des dynasties Qi (550-577) et Sui (581-618) du Nord qui l’ont précédée, puis de la Chine sous la dynastie Tang (618-907). Un autre groupe de statues du même temple montre un autre développement important, à savoir la première utilisation de la laque sèche, non seulement en tant qu’enduit protecteur ou décoratif pour les statues, mais aussi en tant que matériau à partir duquel des accessoires, tels que des bijoux de bodhisattva, des ornements pour cheveux et des détails tels que les doigts, pouvaient être   pensés pour être attachés à l'armature sous-jacente, en bois et argile.
Un ensemble de peintures murales à l'intérieur du kondō ("la salle d'or"; salle principale) du Hōryū-ji, aux figures bouddhistes, constitue l'un des meilleurs exemples existants de peintures de la période Hakuhō. Bien qu'un incendie en 1949 ait laissé la plupart des peintures noircies au point de les rendre partiellement illisibiles, le processus peut encore être déterminé. Du plâtre (?) a été appliqué sur les murs, couche sur couche, chaque couche devenant de plus en plus fine. Une fois le plâtre sec, des trous ont été percés dans les croquis préliminaires de la peinture (les cartons) et du sable ou de la poudre de couleur ont été appliqués, en passant à travers les trous et en collant à la surface du mur, fournissant ainsi un contour ou un repère approximatif. Ces peintures murales du Hōryū-ji présentent deux éléments distinctifs de cette période: l'utilisation de rouge plutôt que du noir pour dessiner les figures et, sur d'autres sections, une ligne cohérente dépourvue de fioritures calligraphiques et connue sous le nom de ligne en "fil de fer".